# Kieran Offord
Pour les articles homonymes, voir Offord.
Kieran Offord, né le 28 mars 2004 à Airdrie, est un footballeur écossais qui évolue au poste d'avant-centre au Linfield FC.

## Biographie

### Carrière en club
Né à Airdrie en Écosse, Kieran Offord est formé par le St Mirren FC, où il commence sa carrière professionnelle en championnat d'Écosse, après s'être illustré en prêt en Lowland League. Il joue son premier match avec l'équipe première du club le 22 décembre 2021, lors d'un match nul 0-0 contre le Celtic en Premiership écossaise.
Offord est prêté à l'Alloa Athletic lors de la saison 2022-2023, où il s'illustre rapidement en troisième division écossaise, avant d'être rappelé pour jouer avec St Mirren en cours de saison.
Après avoir prolongé avec son club formateur en août 2023, il est à nouveau prêté lors de la saison 2023-24 à Edinburgh City puis le Stirling Albion. La saison suivante, il est cette fois prêté au Crusaders FC en Championnat d'Irlande du Nord, où il s'illustre comme buteur prolifique.
En janvier 2025, il est transféré au Linfield FC, restant ainsi en Championnat nord-irlandais.
Offord est alors sacré champion d'Irlande du Nord lors de la saison 2024-25,, au cours de laquelle il joue déjà un rôle décisif avec le club le plus titré de l'histoire du championnat.
Le 9 juillet 2025, il joue son premier match de Ligue des champions, entrant en jeu lors du match de qualification du Linfield FC contre les irlandais du Shelbourne FC,.

### Carrière en sélection
Kieran Offord est international écossais junior jusqu'à l'équipe des moins de 19 ans à partir de septembre 2021,.

## Palmarès
Linfield FC
- Championnat d'Irlande du Nord
  - Champion en 2024-25